# Fūka Koshiba

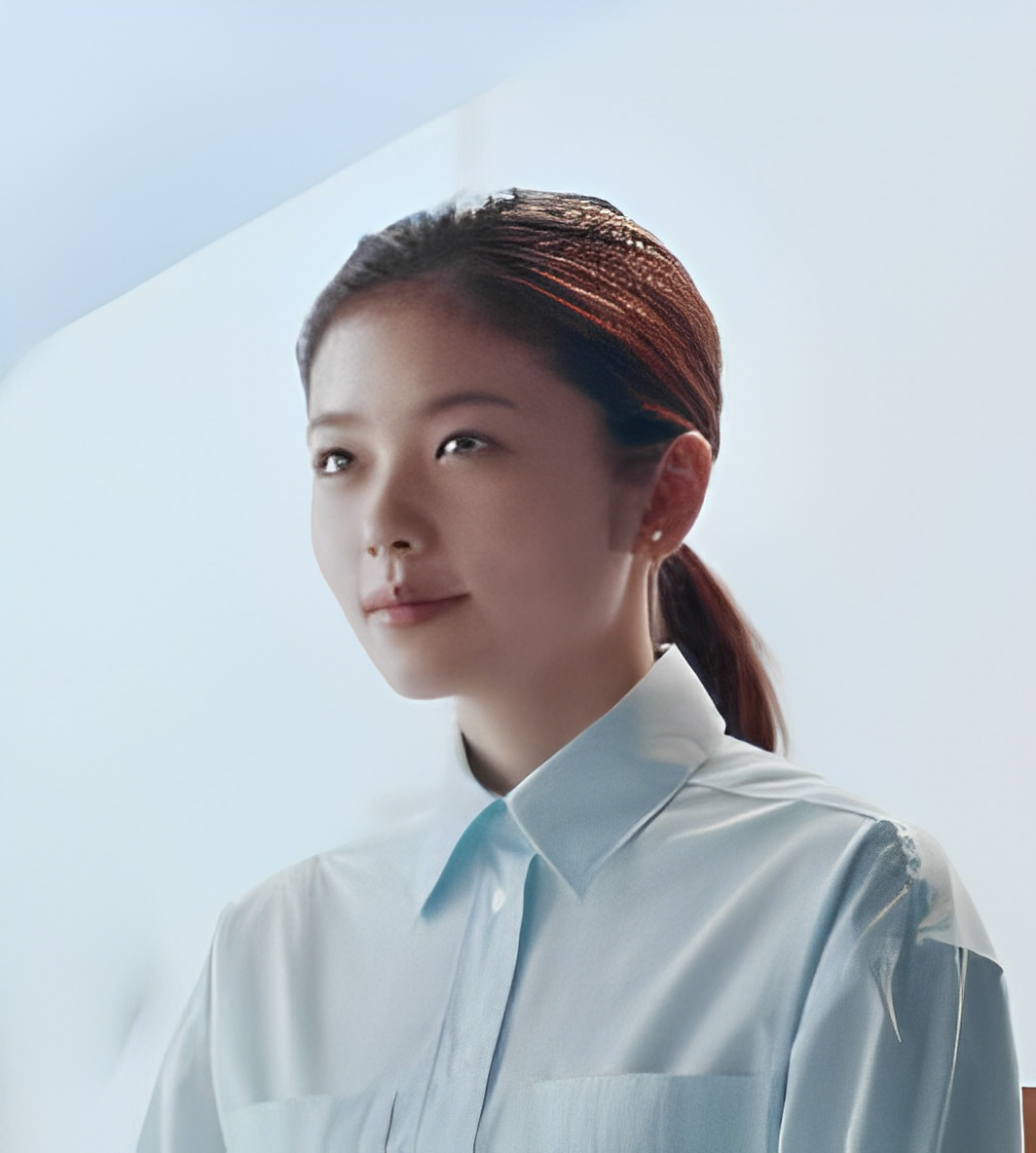
Fūka Koshiba, 2021

Fūka Koshiba (japanisch 小芝 風花 Koshiba Fūka; * 16. April 1997 in Sakai) ist eine japanische Schauspielerin.

## Leben und Karriere
Koshiba wurde am 16. April 1997 in Sakai geboren. Im November 2011 gewann Koshiba den Grand Prix Award beim 2011 Ion and Oscar Promotion Girl Audition. Ihr Debüt gab sie 2012 in Iki mo Dekinai Natsu.
Ihre erste Hauptrolle bekam sie 2014 in dem Film Kikis kleiner Lieferservice. Dort gewann Koshiba die Auszeichnungen 57th Blue Ribbon Awards und den 24th Japanese Movie Critics Awards als Bester Newcomer.

## Filmografie
Filme
- 2014: Kikis kleiner Lieferservice
- 2015: Girls Step
- 2017: Tenshi no Iru Toshokan
- 2018: Bunbuku Chagama
- 2022: Yokai Housemate: Is He Prince Charming?
- 2022: Sadako DX

Serien
- 2012: Iki mo Dekinai Natsu
- 2013: Ōoka Echizen
- 2013: Doctor X: Gekai Michiko Daimon
- 2013: Skate Kutsu no Yakusoku: Nagoya Joshi Figure Monogatari
- 2014: Emergency Interrogation Room
- 2014: Great Teacher Onizuka
- 2015: Ōedo Sōsamō
- 2015: Second Love
- 2015: Mito Kōmon
- 2015: Heat
- 2015: Asa ga Kita
- 2018: Tokusatsu GaGaGa
- 2019: Yuganda Hamon
- 2019: Pallarel Tokyo
- 2020: Gourmet Detective Goro Akechi
- 2020–2022: Youkai Housemate
- 2021: Mokomi: She's A Little Weird
- 2021: She Was Pretty